# كأس الأمم الإفريقية 1972
كأس الأمم الأفريقية لكرة القدم 1972 كانت النسخة الثامنة من البطولة الأولى لكرة القدم في إفريقيا. استضافتها الكاميرون لأول مرة في مدينتي ياوندي ودوالا. شهدت المنافسة مشاركة ثمانية فرق تم تقسيمها إلى مجموعتين من أربعة. توجت جمهورية الكونغو الشعبية بأول بطولة لها بعد تغلبها في النهائي على مالي 3–2.

## المنتخبات المتأهلة
| - الكاميرون (المستضيف) - الكونغو - كينيا - مالي | - المغرب - توغو - السودان (حامل اللقب) - زائير |  |

## الأماكن
| ياوندي           | ياوندي دوالا مواقع أماكن كأس أمم أفريقيا 1972 | دوالا         |
| ملعب أومنيسبورتس | ياوندي دوالا مواقع أماكن كأس أمم أفريقيا 1972 | ملعب التوحيد  |
| السعة: 38,720    | ياوندي دوالا مواقع أماكن كأس أمم أفريقيا 1972 | السعة: 30,000 |
|                  | ياوندي دوالا مواقع أماكن كأس أمم أفريقيا 1972 |               |

## مرحلة المجموعات

### مجموعة A
| فريق      | لعب | ف | ت | خ | له | عليه | ف.أ | نقاط |
| --------- | --- | - | - | - | -- | ---- | --- | ---- |
| الكاميرون | 3   | 2 | 1 | 0 | 5  | 2    | 3+  | 5    |
| مالي      | 3   | 0 | 3 | 0 | 5  | 5    | 0   | 3    |
| كينيا     | 3   | 0 | 2 | 1 | 3  | 4    | 1−  | 2    |
| توغو      | 3   | 0 | 2 | 1 | 4  | 6    | 2−  | 2    |

| الكاميرون             | 2–1 | كينيا    |
| --------------------- | --- | -------- |
| ندوغا 7' · ندونغو 20' |     | نيفا 44' |

| مالي                                  | 3–3 | توغو                        |
| ------------------------------------- | --- | --------------------------- |
| ب. تراوريه 10' · كيتا 46' · توريه 49' |     | كاولو 45' (ركلة.)، 60'، 81' |

| مالي     | 1–1 | كينيا         |
| -------- | --- | ------------- |
| كيتا 45' |     | نيكوديموس 60' |

| الكاميرون           | 2–0 | توغو |
| ------------------- | --- | ---- |
| مايا 64' · مفيه 79' |     |      |

| توغو      | 1–1 | كينيا          |
| --------- | --- | -------------- |
| كاولو 60' |     | بيليه أوما 30' |

| الكاميرون   | 1–1 | مالي     |
| ----------- | --- | -------- |
| ندومبيه 67' |     | كيتا 43' |

### مجموعة B
| فريق    | لعب | ف | ت | خ | له | عليه | ف.أ | نقاط |
| ------- | --- | - | - | - | -- | ---- | --- | ---- |
| زائير   | 3   | 1 | 2 | 0 | 4  | 2    | 2+  | 4    |
| الكونغو | 3   | 1 | 1 | 1 | 5  | 5    | 0   | 3    |
| المغرب  | 3   | 0 | 3 | 0 | 3  | 3    | 0   | 3    |
| السودان | 3   | 0 | 2 | 1 | 4  | 6    | 2−  | 2    |

| الكونغو    | 1–1 | المغرب  |
| ---------- | --- | ------- |
| موكيلا 45' |     | فرس 34' |

| زائير       | 1–1 | السودان         |
| ----------- | --- | --------------- |
| مايانغا 53' |     | حسبو الصغير 55' |

| المغرب  | 1–1 | السودان        |
| ------- | --- | -------------- |
| فرس 32' |     | عبد النضيف 49' |

| زائير           | 2–0 | الكونغو |
| --------------- | --- | ------- |
| نتومبا 16'، 59' |     |         |

| المغرب  | 1–1 | زائير      |
| ------- | --- | ---------- |
| فرس 36' |     | مايانغا 3' |

| الكونغو                                    | 4–2 | السودان                         |
| ------------------------------------------ | --- | ------------------------------- |
| مبونو 8'، 55' · مبيليه 32' · باهامبولا 46' |     | عبد الوهاب 37' · بشارة وهبة 44' |

## مرحلة خروج المغلوب
|  | نصف النهائي     | نصف النهائي     |   |                 | نهائي           | نهائي |  |
|  |                 |                 |   |                 |                 |       |  |
|  | 2 مارس – ياوندي |                 |   |                 |                 |       |  |
|  | الكاميرون       | 0               |   |                 |                 |       |  |
|  | الكونغو         | 1               |   |                 |                 |       |  |
|  |                 |                 |   |                 |                 |       |  |
|  |                 |                 |   |                 | 4 مارس – ياوندي |       |  |
|  |                 |                 |   |                 | الكونغو         | 3     |  |
|  |                 | مالي            | 2 |                 |                 |       |  |
|  |                 |                 |   |                 |                 |       |  |
|  |                 |                 |   |                 |                 |       |  |
|  |                 |                 |   |                 | مركز ثالث       |       |  |
|  | 2 مارس – ياوندي | 2 مارس – ياوندي |   | 5 مارس – ياوندي | 5 مارس – ياوندي |       |  |
|  | زائير           | 3               |   | الكاميرون       | 5               |       |  |
|  | مالي (ب.و.إ)    | 4               |   |                 | زائير           | 2     |  |

### نصف النهائي
| الكاميرون | 0–1 | الكونغو   |
| --------- | --- | --------- |
|           |     | مينغا 31' |

| زائير                                | 3–4 (ب.و.إ.) | مالي                                       |
| ------------------------------------ | ------------ | ------------------------------------------ |
| نتومبا 6' · إتيبيه 61' · نغاسيبه 78' |              | آ. تراوريه 17' · توريه 68' · كيتا 48'، 92' |

### مباراة المركز الثالث
| الكاميرون                                                          | 5–2 | زائير                    |
| ------------------------------------------------------------------ | --- | ------------------------ |
| أكونو 4' (ركلة.) · ندونغو 31' · أوونا 32' · موتشيه 34' · ندوغا 42' |     | إتيبيه 13' · مايانغا 17' |

### النهائي
| الكونغو                     | 3–2 | مالي                          |
| --------------------------- | --- | ----------------------------- |
| مبونو 57'، 59' · مبيليه 63' |     | دياكيتيه 42' · م. تراوريه 75' |

## الهدافين
5 أهداف
- فانتامادي كييتا

4 أهداف
- جان ميشيل مبونو

3 أهداف
- أحمد فرس
- إدموند أبيتي كاولو
- مايانغا ماكو
- جان كالالا نتومبا

هدفين
- جان باتيست ندوغا
- بول غاستون ندونغو
- فرانسوا مبيله
- باكو توريه
- كاكوكو إتيبيه

هدف
- جان بول أكونو
- سيمو إيمانويل مفي
- فرانسوا ندومبيه
- جوزيف يغبا مايا
- فيليب ميشيل ماوث
- نوربرت أوونا
- جوناس بهمبولا
- نويل بيريندي مينغا
- بول موكيلا
- دانيال أرودي نيكوديموس
- جوناثان نيفا
- بيتر "بيليه" أوما
- أداما تراوري
- باكاري تراوري
- موسى دياخيتي
- موسى تراوري
- بشارة عبد النظيف
- كمال عبد الوهاب
- حسبو الصغير
- أحمد بشارة وهبة
- كوفي آدي
- غاري نجاسيبي

## فريق البطولة
المصدر:
| حارس المرمي | المدافعون                                                | لاعبو الوسط                                                        | المهاجمون                   |
| ----------- | -------------------------------------------------------- | ------------------------------------------------------------------ | --------------------------- |
| علال بن قصو | محمد السر عبد الله بوانغا تشيمان بول نليند بوجمعة بنخريف | مايانغا ماكو نويل مينغا-تشيبيندا بول غاستون ندونغو جان بيير توكوتو | كاكوكو إتيبيه فرانسوا مبيله |

## وصلات خارجية
- تفاصيل على RSSSF